# Adalbert Lieban

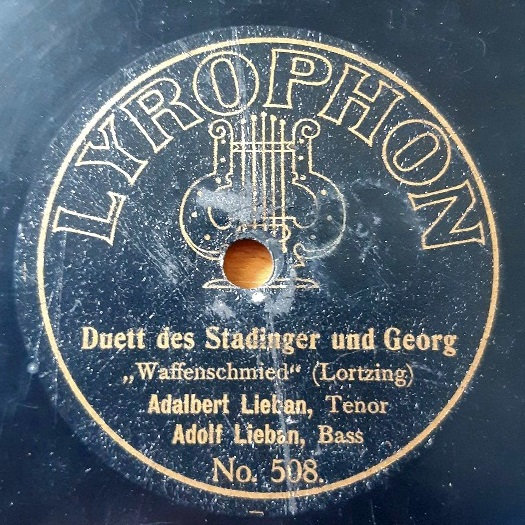
Schallplatte von Adalbert Lieban (Berlin 1905)

Adalbert Lieban (* 2. Juli 1877 in Wien; † 5. November 1951 in Berlin) war ein österreichisch-deutscher Opernsänger (Bariton).

## Leben
Lieban war Opernsänger auf Bühnen in Breslau, Düsseldorf und Münster, bevor er am Belle-Alliance-Theater, dem späteren Lortzing-Theater in Berlin engagiert wurde. Er betätigte sich in der Stummfilmzeit auch als Kinobetreiber: Am 1. November 1925 gründete er gemeinsam mit seiner Ehefrau Madeleine, geb. Schmitt, die Lieban & Co. Lichtspieltheater OHG.  In seinen letzten Jahren arbeitete er als Bühnenvermittler. Seine Brüder waren der Kammersänger Julius Lieban, der Bassist Adolf Lieban und der Bariton Siegmund Lieban.
Liebans Grab befindet sich auf dem Südwestkirchhof Stahnsdorf, wo er neben seinem Bruder Julius ruht.
Erste Aufnahmen auf Lieban Phonographenwalzen (Berlin 1901 mit dem Lieban-Quartett), dann auf Beka (Berlin 1904), Lyrophon (Berlin 1905), G&T (Gesamtaufnahme der „Fledermaus“, Berlin 1907) und Zonophone (Berlin 1907), darunter jedoch kaum Solo-Titel.